# Arts-onderzoeker
Een arts-onderzoeker is een begrip uit de Nederlandse gezondheidszorg.
Een arts-onderzoeker is een basisarts die zich richt op wetenschappelijk onderzoek, zoals onderzoek naar nieuwe behandelingen en nieuwe geneesmiddelen. Vaak overbruggen basisartsen daarmee na hun studie geneeskunde de periode tot het begin van een opleiding tot medisch specialist (zoals bijvoorbeeld huisarts) en ronden deze periode af met een wetenschappelijke promotie. 
Arts-onderzoekers doen vaak onderzoek in het vakgebied waarvan ze later de opleiding gaan volgen.